# Cluj Pride
Cluj Pride este un festival dedicat promovării drepturilor LGBTQ+ și sporirii vizibilității comunității LGBT din Transilvania. Organizat în Cluj-Napoca, capitala istorică a Transilvaniei, Cluj Pride este primul eveniment de acest tip desfășurat în regiune (și al doilea în România, după Bucharest Pride). Prima ediție a festivalului a avut loc între 28 iunie și 1 iulie 2017, finalizându-se în ultima zi cu un marș.
Festivalul Cluj Pride este inițiat și organizat de asociația PRIDE România împreună cu Go Free și Centrul de Acțiune pentru Egalitate și Drepturile Omului (ACTEDO), având suportul mai multor grupuri și organizații ale societății civile de la nivel local, național și internațional.

## Ediții
| Ediție | Dată                  | Participanți |
| ------ | --------------------- | ------------ |
| I      | 28 iunie–1 iulie 2017 | 1.000        |
| II     | 20–24 iunie 2018      | 2.000        |
| III    | 10–16 iunie 2019      | 3.000        |

### 2019
A treia ediție a festivalului s-a desfășurat pe parcursul a șase zile în perioada 10–16 iunie 2019.
În penultima zi a festivalului, pe 15 iunie, s-a desfășurat marșul de susținere a comunității LGBT, la care au participat, potrivit organizatorilor, 3.000 de oameni. Față de anii precedenți, când marșul s-a ținut pe malul Someșului, în 2019, evenimentul a avut loc în centrul orașului. După mai multe discursuri rostite în Piața Unirii, cei prezenți au pornit într-un marș pe traseul Piața Unirii–Bulevardul Eroilor–Calea Dorobanților–Bulevardul 21 Decembrie 1989–Piața Unirii. Printre participanții la marș s-au numărat viceprimarul orașului Köln, Andreas Wolter, consulul onorific al Franței la Cluj-Napoca, Pascal Fesneau, consulul onorific al Spaniei, José Arnau Usón, dar și reprezentanți ai unor partide precum Demos, USR și PLUS.
Înainte de marș, circa 50–60 de membri și simpatizanți ai Partidului Noua Dreaptă, inclusiv fostul președinte al PUNR, Gheorghe Funar, s-au adunat în Piața Avram Iancu, unde au participat la un miting de susținere a familiei tradiționale.

### 2018
În ciuda controverselor de la ediția anterioară, echipa organizatorică a anunțat desfășurarea unei a doua ediții a Cluj Pride. Marșul a avut loc pe 23 iunie sub sloganul #SuntemAICI. Printre participanți s-au numărat deputatul Adrian Dohotaru, fostul consilier prezidențial Péter Eckstein-Kovács, viceprimarul orașului Köln, Andreas Wolter, consulul onorific al Franței la Cluj-Napoca, Pascal Fesneau și consulul onorific al Olandei la Cluj-Napoca, Wouter Reijer. Potrivit estimărilor Jandarmeriei și ale organizatorilor, la marș au participat peste 2.000 de persoane. Cu ocazia festivalului, organizatorii au pregătit un târg și două expoziții interactive pe Bulevardul Eroilor („Pentru un Cluj al toleranței” și „Biblioteca Vie”).
Nici de această dată organizatorilor nu li s-a autorizat marșul de către primarul Emil Boc pe un traseu central. Participanții s-au strâns la Sala Sporturilor „Horia Demian”, unde s-au ținut câteva discursuri iar apoi s-a plecat pe traseul Sala Polivalentă–Cluj Arena–Podul Napoca–Str. 1 Decembrie 1918.

### 2017
Prima ediție a Cluj Pride a avut loc între 28 iunie și 1 iulie 2017. Programul Cluj Pride a inclus, printre altele, proiecții de documentare și scurtmetraje, ateliere de creație, prezentări pe teme LGBT și un picnic comunitar într-un parc din oraș.
Ultima zi a festivalului s-a încheiat cu un marș sub hashtag-ul #spunedrept. Aproape 1.000 de persoane, majoritatea tineri, au luat parte la marș. Printre participanți s-au numărat deputatul USR Adrian Dohotaru și fostul senator UDMR Péter Eckstein-Kovács. Marșul a pornit de pe Podul Garibaldi, situat în zona Sălii Polivalente, și a durat două ore. Participanții au purtat tricouri albe cu mesajul campaniei și pancarte în formă de „speech bubble” cu mesaje care invită la solidaritate și care prezintă drepturile ce lipsesc încă persoanelor LGBT. Marșul a fost aprobat de primarul Emil Boc după 22 de cereri depuse de organizațiile pentru drepturile omului și 15 zile de negocieri.
În paralel, în Piața Avram Iancu a avut loc un miting al Asociației „Noua Dreaptă”, în favoarea familiei tradiționale. Mitingul nu a fost lipsit de incidente. Actrița Oana Mardare de la Teatrul Independent „Reactor”, susținătoare a comunității LGBT, a fost ridicată cu forța de jandarmi și băgată în dubă. Aceasta a fost prezentă în Piața Avram Iancu pentru a asculta părerile oponenților drepturilor LGBT, după ce înainte participase la marșul de pe Podul Garibaldi. Membrii Noii Drepte din cadrul PRU și PRM le-au cerut jandarmilor să o îndepărteze pe Oana Mardare pe motiv că ar fi o „provocatoare”.
La trei zile de la marș, viceprimarul Dan Tarcea a anunțat, într-o emisiune a unui post de radio local, că paradele gay vor fi interzise în Cluj-Napoca în viitor, pe motiv că una a fost suficientă. Totuși, potrivit legislației românești, interzicerea unei adunări publice este ilegală.

#### Reacții
Înainte de festival, Mitropolitul Clujului, ÎPS Andrei Andreicuț, a făcut un apel „la atitudine creștinească, la normalitate și la bună înțelegere”, adăugând că „nu vom înceta să ne rugăm pentru sănătatea celor căzuți în păcat”, aluzie la participanții la marșul din cadrul festivalului.
Inițiativa #spunedrept a câștigat premiul I la categoria „Participarea tinerilor în comunitate” la Gala Tineretului din România 2017, organizată de Ministerul Tineretului și Sportului.

## Organizatori
Inițiat și  organizat de Lucian Dunăreanu, festivalul Cluj Pride este implementat sub emblema asociației clujene PRIDE România (organizator principal), asociația GoFree și Centrul de Acțiune pentru Egalitate și Drepturile Omului (ACTEDO), având ca parteneri la anumite evenimente pe MozaiQ, Les Sisterhood Cluj și Queer International Cluj Students (QICS). Ediția din 2017 a fost finanțată de cluburile LGBT Delirio, cât și din mici donații, iar cea din 2018 a fost finanțată de ILGA-Europe, Het X-Y Actiefonds, TRANZIT, cluburile Delirio și din donații private.